# 葛蘭姆縣 (北卡羅萊納州)
葛蘭姆縣（英語：Graham County）是美國北卡羅萊納州西部的一個縣，西鄰田納西州。面積781平方公里。根據美國2000年人口普查，共有人口7,993人。縣治羅賓斯維爾 (Robbinsville)。
成立於1872年1月30日，縣名紀念曾任聯邦參議員、州長的威廉·亞歷山大·葛蘭姆 (William Alexander Graham)。